# Aeroport de Poznań-Ławica
L'Aeroport de Poznań-Ławica-Henryk Wieniawski (codi IATA: POZ, codi OACI: EPPO), està situat a 7 quilòmetres a l'oest del centre de la ciutat de Poznań, Polònia. Ławica és el segon més important aeroport de l'oest de Polònia. S'hi arriba amb l'autobús 59, L (línia entre l'estació de ferrocarril i l'aeroport), 242 (bus nocturn) - amb freqüència d'entre 30 i 60 minuts segons l'horari.

## Destinacions i companyia que l'ofereix
| Aerolínia           | Destinació |
| ------------------- | --- |
| Eurolot             | Cracòvia, Dubrovnik [de temporada], Poprad [de temporada], Verona [de temporada]                                       |
| LOT Polish Airlines | Varsòvia, Múnic |
| Lufthansa           | Düsseldorf, Frankfurt, Múnic                                                                                           |
| SAS                 | Copenhaguen |
| Ryanair             | Barcelona/El Prat, Bristol, Dublín, Liverpool, Londres-Stansted, Madrid, Milà-Bergamo, Oslo-Rygge, Roma-Ciampino       |
| Wizz Air            | Burgas [de temporada], Cork, Doncaster/Sheffield, Dortmund, Londres-Luton, Oslo-Torp, Paris-Beauvais, Estocolm-Skavsta |